# Espieilh
Espieilh – miejscowość i gmina we Francji, w regionie Oksytania, w departamencie Pireneje Wysokie.
Według danych na rok 1990 gminę zamieszkiwały 44 osoby, a gęstość zaludnienia wynosiła 21 osób/km² (wśród 3020 gmin regionu Midi-Pireneje Espieilh plasuje się na 1019. miejscu pod względem liczby ludności, natomiast pod względem powierzchni na miejscu 1712.).